# Jules Herremans
Jules Herremans, född 10 januari 1904, var en friidrottare från Belgien. Han deltog vid olympiska sommarspelen 1928.